# 紺野つばさ
紺野 つばさ（こんの つばさ、2000年3月7日 - ）は、日本とニュージーランドの女子バスケットボール選手である。ポジションはパワーフォワード。

## 来歴
福島県出身。父はニュージーランド人で、兄の紺野ニズベット翔もバスケットボール選手。
幼少期はニュージーランドで過ごし、バーンサイド高校在学中の2017年にU17オセアニア大会のニュージーランド代表に選ばれ準優勝。
アメリカNCAAディビジョン1のジョージアサザン大学に進み、女子のキャプテンも務めた。同級生に元長崎ヴェルカの弓波英人がいる。
卒業後はオーストラリアのダーウィン・ソルティーズ、ニュージーランドのメインランド・ポウアカイでプロとしてプレー。
2023年9月、三菱電機コアラーズに加入。
2025年、三菱電機を退団。

## ニュージーランド代表歴
- 2017年 U17オセアニア大会